# 奥華子のアスナルトレジャー
奥華子のアスナルトレジャー（おくはなこのアスナルトレジャー）は、2010年4月2日から2011年3月25日までFM愛知で毎週金曜20:30 - 21:00（JST）の30分間放送されていたラジオ番組。前番組は「PaniCrew×アスナルトレジャー」、後番組は「ソナーポケットのアスナルトレジャー」。メインパーソナリティは奥華子、アシスタント夏目樹里（AZUREのメンバー）。

## 概要
毎月第1・3水曜日にアスナル金山（愛知県）にて公開収録が行われ、その内容を2週に分けて放送している。公開収録は基本的に18:30 - 20:30の2時間となっているが、本放送は30分×2週で1時間分となるので、大幅に編集される。公開収録ごとにゲストは主に2組招待され、本放送では1組ずつ放送となる。

## 構成
奥華子と夏目樹里とのトーク
毎回テーマが決まっており、リスナーからのメールを交えてトークする。
ゲストのライブやトーク
質問BOXという箱に予め用意されているゲストへの質問が書いてある紙が入っており、ゲスト本人が自ら引く。内容は予め知らされていない。
ゲストにより、「トーク＋ライブ」と「トークのみ」というパターンがある。
奥華子ライブ
公開収録時には冒頭に1曲、最後に2 - 3曲歌う。ラジオでは一部放送される。
夏目樹里（AZURE）ライブ
公開収録中盤で1 - 2曲歌う。ラジオでは基本的に放送されない。
アスナルカバーの森
思い出の曲などをリスナーからメールで募集し、奥華子がカバーする。
アスナルアドベンチャー
クイズ形式で、参加を希望する観客がステージに上がり、夏目樹里の用意したヒントを元にアスナル金山にある店の名前を当てるコーナー。毎回10名程が抜擢され、先着5名にはアスナル金山や店舗からのプレゼントがもらえる。

## スタンプラリー
会場にはスタンプ台（カードとスタンプ）が設置されており、来場者は自身でスタンプを押す。スタンプが5個押印できるようになっており、5個集めるとサイン入りステッカーなどの限定アイテムを受け取ることができる（サインステッカーは奥華子と夏目樹里どちらか片方）。
2回目（6個目）以降は、新たなスタンプカード（デザインも変わらず）となり、また5個集まればプレゼントを受け取ることができ、その際に前回アイテムを提示すると、缶バッジ2個（ピンクとブルー）を受け取ることができる。
基本的に限定アイテムは奥華子と夏目樹里から手渡され2人と握手することができる。
毎回スタンプの色が変わるため、重複して押印することはできない（赤・青・緑・紫・黒）。

## テーマ曲
- オープニングテーマ曲　-　なし
- エンディングテーマ曲　-　虹の見える明日へ（奥華子）